# Nederlands landskampioenschap voetbal 1912/1913
Dvacátý pátý ročník Nederlands landskampioenschap voetbal (česky: Nizozemské fotbalové mistrovství) se účastnilo opět osmnáct klubů, které byli rozděleny do dvou skupin (Východní a Západní).
Vítězové skupin odehrály dva zápasy o titul. Titul získal počtvrté v klubové historii a obhájce minulých dvou ročníku Sparta Rotterdam, který porazil ve finále SBV Vitesse 2:1 a 2:1.